# Kevin Conway
Pour les articles homonymes, voir Conway.
Kevin John Conway, né le 29 mai 1942 à New York dans l'État de New York aux États-Unis et mort le 5 février 2020 dans la même ville[réf. nécessaire], est un acteur et réalisateur américain.

## Biographie
Kevin Conway est né à New York de Helen Margaret (née Sanders), une représentante des ventes, et James John Conway, un mécanicien irlandais.
Il a reçu sa formation d'acteur au studio HB à New York.
Les crédits hors-Broadway de Conway incluent One Flew Over the Cuckoo's Nest, One for the Road, The Elephant Man, Other People Money et When You Comin 'Back, Red Ryder?, pour lequel il a reçu le prix Drama Desk de 1974.
Sur Broadway, il est apparu dans Indians, Moonchildren, et dans des reprises de The Plough and the Stars, Of Mice and Men (comme George Milton, face à James Earl Jones comme Lennie Small ), et Dinner at Eight. En 1980, il a été nommé pour le prix Drama Desk pour le meilleur réalisateur d'une pièce (La Mecque).

## Filmographie

### Comme acteur

#### Télévision

##### Série télévisée
- 1970 : A World Apart (en) : Bud Whitman
- 1968 : On ne vit qu'une fois (One Life to Live) : Earl Brock
- 1979 : The Scarlet Letter (en) : Roger Chillingworth
- 1988 : Jesse : Ken Brand
- 1995 : Lonesome Dove : Le Crépuscule (Streets of Laredo) : Mox Mox
- 1995 : Au-delà du réel : L'aventure continue :
- 1999 - 2003 : Oz : Seamus O'Reilly
- 2009 : The Good Wife: Jonas Stern, avocat
- 2010 : New-York,section criminelle : Jack Dooley
- 2011 : The Good Wife (saison 2, épisode 19) : Jonas Stern
- 2012 : Person of Interest (saison 2, épisode 4) : George Massey

##### Téléfilm
- 1971 : Hogan's Goat (en) : Peter Boyle
- 1973 : Mr. Inside/Mr. Outside : Fence n° 1
- 1973 : Rx for the Defense : Dr Packer
- 1977 : Johnny, We Hardly Knew Ye (ru) : David F. Powers
- 1977 : Ombres sur le stade (The Deadliest Season) : George Graff
- 1980 : L'Autre Côté du rêve (The Lathe of Heaven) : Dr William Haber
- 1982 : The Elephant Man (en) : Frederick Treves
- 1983 : Rage of Angels : Ken Bailey
- 1984 : Amelia (en) (Something About Amelia) : Dr Kevin Farley
- 1984 : Scandale au pénitencier (en) (Attack on Fear) : Richard Ofshe
- 1990 : When Will I Be Loved? (en) : Jerry Howard
- 1992 : Breaking the Silence : Jack Hastings
- 1992 : Bijoux, hot-dogs et tasses de thé (The Man Upstairs) : Andy
- 1995 : Le Prince et le Souffre-douleur (The Whipping Boy) : Hold-Your-Nose-Billy
- 1996 : Calm at Sunset : Kelly Dobbs
- 2000 : Sally Hemings: An American Scandal : Thomas Paine
- 2001 : The Flamingo Rising (en) : Juge Lester, Stunt Pilot

#### Cinéma
- 1971 : Believe in Me : Clancy
- 1972 : Abattoir 5 (Slaughterhouse-Five) de George Roy Hill : Roland Weary
- 1972 : Portnoy et son complexe (Portnoy's Complaint) : Smolka
- 1973 : Le Fauve (Shamus) : The Kid
- 1978 : FIST : Vince Doyle
- 1978 : La Taverne de l'enfer (Paradise Alley) de Sylvester Stallone : Stitch
- 1981 : Massacres dans le train fantôme (The Funhouse) : Funhouse / Freakshow / Stripshow Barkers
- 1984 : Flashpoint : Brook
- 1987 : The Sun and the Moon
- 1988 : Funny Farm : Crum Petree, le facteur
- 1988 : Homeboy : Grazziano
- 1991 : Un bon flic (One Good Cop) : lieutenant Danny Quinn
- 1991 : Rambling Rose : Dr Martinson
- 1992 : Jennifer 8: Est la prochaine (Jennifer Eight) : Chef Citrine
- 1993 : Gettysburg : sergent 'Buster' Kilrain
- 1995 : Mort ou vif - Duels à redemption (The Quick and the Dead) : Eugene Dred
- 1996 : Le Cobaye 2 (Lawnmower Man 2: Beyond Cyberspace) : Jonathan Walker
- 1996 :  Looking for Richard : lui-même, Lord Hastings
- 1998 : Code Mercury (Mercury Rising) : le chef du FBI Joe Lomax
- 1999 : The Confession (en) de David Hugh Jones : Mel Duden
- 2000 : Two Family House (en) de Raymond De Felitta (en) : Jim O'Neary
- 2000 : Treize Jours (Thirteen Days) : le général Curtis LeMay
- 2001 : Le Chevalier Black (Black Knight) : le roi Leo
- 2003 : Gods and Generals : sergent 'Buster' Kilrain
- 2003 : Mystic River : Theo
- 2004 : The Lottery : Père
- 2006 : The Promise (en) : Liam
- 2006 : Invincible

### Comme réalisateur
- 1987 : The Sun and the Moon